# 聖托托梅 (科連特斯省)
28°33′S 56°3′W / 28.550°S 56.050°W

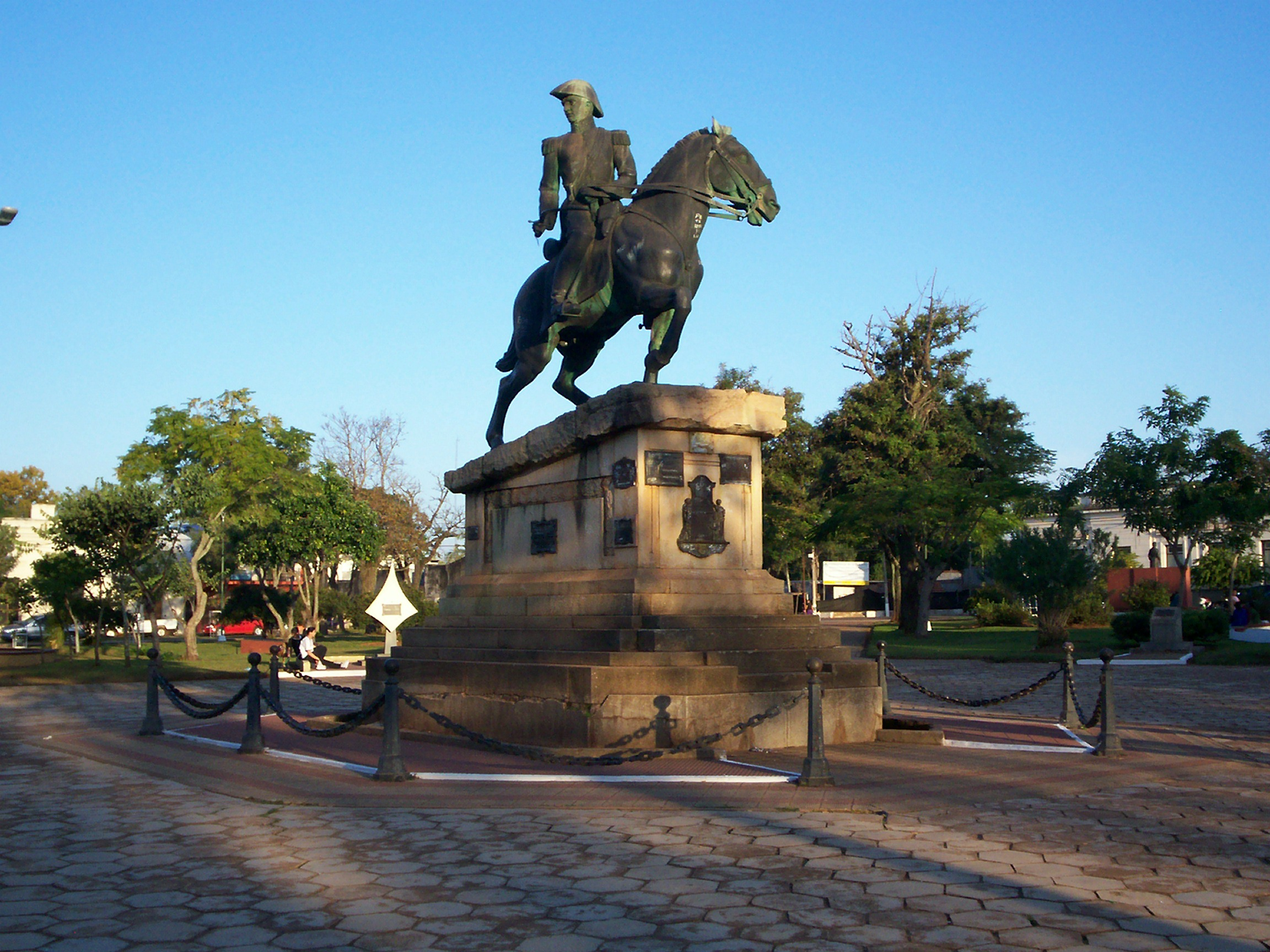
聖托托梅

聖托托梅（西班牙語：Santo Tomé），是阿根廷的城市，位於該國北部科連特斯省，是聖多美縣的首府，距離科連特斯387公里，始建於1863年8月27日，海拔高度67米，2010年人口23,299人。